# Mackie Majcher
Mackie Majcher, również Mackie Nożownik (niem. Mackie Messer) – postać fikcyjna, bohater Opery za trzy grosze z librettem Bertolta Brechta i muzyką Kurta Weila. Jest to także tytuł piosenki z 1928 roku, która pojawiła się w tej operze (niem. Moritat von Mackie Messer; ang. Mack the Knife). Utwór z czasem stał się standardem muzyki pop.

## Treść utworu
Pierwsza zwrotka piosenki porównuje Mackiego do rekina, który ma zęby ostre jak noże. Atrybutem Mackiego też jest nóż, z tą różnicą, że rekin z zębami się nie kryje, a Mackiego z nożem jeszcze nikt nie widział. A jeśli ktoś widział, to na chwilę przed śmiercią. Dalsze strofy mówią o wielu zbrodniach przypisywanych Mackiemu. Są to:
- zabójstwo mężczyzny na ulicy Strand w Londynie,
- zniknięcie bogacza o nazwisku Schmul Meier,
- zadźganie nożem Jennie Towler,
- podpalenie w Soho, w wyniku którego zginęło siedmioro dzieci i starzec,
- gwałt na młodej wdowie w jej własnym łóżku.

Ostatnia strofa wyraża pełne goryczy, fatalistyczne motto. W charakterystyczny dla Brechta sposób nie pozostawia ono złudzeń co do natury ludzkiej i realiów tego świata, ale czyni to z ironicznym dystansem. Można ją interpretować jako stwierdzenie, że cnotę od występku dzieli czasem bardzo cienka granica, a prawdziwi wielcy zbrodniarze zostaną dla społeczeństwa na zawsze anonimowi, kryjąc swą prawdziwą naturę pod fasadą cnotliwości.

## Wykonania
Piosenkę w Stanach spopularyzował Louis Armstrong swoim wykonaniem z 1954 roku. Śpiewał ją też Frank Sinatra (1959) oraz Bing Crosby, który umieścił ją na swoim albumie Bing with a Beat z 1957 roku. W 1960 roku na koncercie w Berlinie Ella Fitzgerald zapomniała słów po pierwszej zwrotce i dalej improwizowała, co dało jej nagrodę Grammy. W 1968 na koncercie w Sztokholmie piosenkę śpiewali The Doors, w 1985 – Sting, w 1995 Nick Cave, a w 2001 – Robbie Williams.
W Polsce piosenka doczekała się kilku wykonań. Wykonywali ją m.in. Dariusz Kowalski, Jan Kobuszewski, Elżbieta Wojnowska, Roman Wilhelmi, Janusz Radek oraz Wiesław Gołas. Znanym tłumaczeniem (obok tego dokonanego na potrzeby inscenizacji dramatu Brechta, którego dokonał Władysław Broniewski) jest tłumaczenie autorstwa Romana Kołakowskiego, które spopularyzował Kazik Staszewski, wykonując je na płycie Melodie Kurta Weill’a i coś ponadto (2001).
Pierwsza zwrotka utworu
Rekin zęby ma jak noże

I nie musi kryć się z tym.

Mackie noża użyć może,

Ale kto go widział z nim?
Tłumaczenie Broniewskiego
A rekiny w oceanie

mają zębów pełen pysk,

Macheath ma w kieszeni majcher,

Lecz kto widział jego błysk.